# 岭沟乡
岭沟乡，是中华人民共和国辽宁省鞍山市岫岩满族自治县下辖的一个乡镇级行政单位。

## 行政区划
岭沟乡下辖以下地区：
岭沟村、碾盘村、三河村、山城村、塘岭村、孤家子村和西道村。